# Elias Kachunga
Elias Kachunga (Haan, 22 de abril de 1992) é um futebolista profissional alemão e congolês que atua como atacante. Nas camadas jovens representou a Alemanha e como profissional representa a República Democrática do Congo.
Em 1 de agosto de 2023, Kachunga foi contratado pelo Cambridge United.

## Biografia
Nascido em Haan, ele é filho pai congolês e mãe alemã.

## Carreira

### Mönchengladbach
Elias Kachunga se profissionalizou no Borussia Mönchengladbach, em 2009.

### Huddersfield Town
Elias Kachunga se transferiu para o Huddersfield Town, em 2017.

## Títulos
Huddersfield Town
- EFL Championship play-offs: 2016–17[3]